# A-League 2018-2019
Il campionato di A-League 2018-2019 è stato la 14ª edizione della A-League, la massima serie del campionato australiano di calcio. Il campionato è stato vinto dal Sydney FC per la quarta volta nella sua storia, dopo aver sconfitto nella finale dei play-off il Perth Glory dopo i tiri di rigore, che aveva concluso al primo posto la stagione regolare.

## Stagione

### Formato
Il campionato si compone di due fasi: la stagione regolare e la fase finale per l'assegnazione del titolo. Nel corso della stagione regolare le 10 squadre si affrontano tre volte con almeno una partita in casa e una in trasferta, per un totale di 27 giornate. Al termine della stagione regolare le prime 6 classificate accedono alla fase finale e le prime tre classificate accedono alla AFC Champions League 2020: le prime due direttamente alla fase a gironi, mentre la terza classificata al secondo turno preliminare. Nella fase finale le prime due classificate nella stagione regolare accedono direttamente alle semifinali. Nel primo turno in partita unica la terza classificata nella stagione regolare affronta la sesta, mentre la quarta affronta la quinta. Nelle semifinali la prima classificata affronta la vincente del primo turno col peggior piazzamento nella stagione regolare, mentre la seconda affronta quella col miglior piazzamento. Anche semifinali e finale si giocano in gara unica. La vincitrice della finale vince il campionato.

## Squadre partecipanti
| Club               | Città            | Stadio                                | Stagione precedente   |
| ------------------ | ---------------- | ------------------------------------- | --------------------- |
| Adelaide Utd       | Adelaide         | Coopers Stadium                       | 5º posto in A-League  |
| Brisbane Roar      | Brisbane         | Suncorp Stadium                       | 6º posto in A-League  |
| C.C. Mariners      | Gosford          | Central Coast Stadium                 | 10º posto in A-League |
| Melbourne City     | Melbourne        | AAMI Park                             | 3º posto in A-League  |
| Melbourne Victory  | Melbourne        | Docklands Stadium AAMI Park           | Campione d'Australia  |
| Newcastle Jets     | Newcastle        | McDonald Jones Stadium                | 2º posto in A-League  |
| Perth Glory        | Perth            | HBF Park                              | 8º posto in A-League  |
| Sydney FC          | Sydney           | Allianz Stadium                       | 1º posto in A-League  |
| Wellington Phoenix | Wellington (NZL) | Westpac Stadium                       | 9º posto in A-League  |
| Western Sydney     | Sydney           | ANZ Stadium Sydney Showground Stadium | 7º posto in A-League  |

## Stagione regolare

### Classifica finale
| Pos. | Squadra            | Pt | G  | V  | N | P  | GF | GS | DR  |
| ---- | ------------------ | -- | -- | -- | - | -- | -- | -- | --- |
| 1.   | Perth Glory        | 60 | 27 | 18 | 6 | 3  | 56 | 23 | +33 |
| 2.   | Sydney FC          | 52 | 27 | 16 | 4 | 7  | 43 | 29 | +14 |
| 3.   | Melbourne Victory  | 50 | 27 | 15 | 5 | 7  | 50 | 32 | +18 |
| 4.   | Adelaide Utd       | 44 | 27 | 12 | 8 | 7  | 37 | 32 | +5  |
| 5.   | Melbourne City     | 40 | 27 | 11 | 7 | 9  | 39 | 32 | +7  |
| 6.   | Wellington Phoenix | 40 | 27 | 11 | 7 | 9  | 46 | 43 | +3  |
| 7.   | Newcastle Jets     | 35 | 27 | 10 | 5 | 12 | 40 | 36 | +4  |
| 8.   | Western Sydney     | 24 | 27 | 6  | 6 | 15 | 42 | 54 | -12 |
| 9.   | Brisbane Roar      | 18 | 27 | 4  | 6 | 17 | 38 | 71 | -33 |
| 10.  | C.C. Mariners      | 13 | 27 | 3  | 4 | 20 | 31 | 70 | -39 |

Legenda:
      Ammessa alla AFC Champions League 2020 e alle semifinali dei play-off.
      Ammessa alla AFC Champions League 2020 e al primo turno dei play-off.
      Ammessa al primo turno dei play-off.
Note:
Tre punti a vittoria, uno a pareggio, zero a sconfitta.
La classifica viene stilata secondo i seguenti criteri:
- Punti conquistati
- Differenza reti generale
- Reti totali realizzate
- Punti conquistati negli scontri diretti
- Differenza reti negli scontri diretti
- Minor numero di cartellini rossi ricevuti
- Minor numero di cartellini gialli ricevuti
- Sorteggio

## Fase finale

### Tabellone
|  | Primo turno | Primo turno        | Primo turno       |                   |                 | Semifinali      | Semifinali | Semifinali |  |  | Finale | Finale | Finale |  |
|  |             |                    |                   |                   |                 |                 |            |            |  |  |        |        |        |  |
|  |             |                    |                   |                   |                 | 2               | Sydney FC  | 6          |  |  |        |        |        |  |
|  |             |                    |                   |                   |                 | 2               | Sydney FC  | 6          |  |  |        |        |        |  |
|  |             |                    |                   | Melbourne Victory | 1               |                 |            |            |  |  |        |        |        |  |
|  | 3           | Melbourne Victory  | 3                 | Melbourne Victory | 1               |                 |            |            |  |  |        |        |        |  |
|  | 3           | Melbourne Victory  | 3                 |                   |                 |                 |            |            |  |  |        |        |        |  |
|  | 6           | Wellington Phoenix | 1                 |                   |                 |                 |            |            |  |  |        |        |        |  |
|  | 6           | Wellington Phoenix | 1                 |                   | Sydney FC (dtr) | Sydney FC (dtr) | 0 (4)      |            |  |  |        |        |        |  |
|  |             |                    |                   |                   |                 |                 |            |            |  |  |        |        |        |  |
|  |             |                    | Perth Glory       | Perth Glory       | 0 (1)           |                 |            |            |  |  |        |        |        |  |
|  |             |                    |                   | Perth Glory       | 0 (1)           |                 |            |            |  |  |        |        |        |  |
|  |             |                    |                   |                   |                 |                 |            |            |  |  |        |        |        |  |
|  |             |                    |                   |                   |                 |                 |            |            |  |  |        |        |        |  |
|  |             | 1                  | Perth Glory (dtr) | 3 (4)             |                 |                 |            |            |  |  |        |        |        |  |
|  |             |                    |                   | 3 (4)             |                 |                 |            |            |  |  |        |        |        |  |
|  |             |                    |                   | Adelaide Utd      | 3 (3)           |                 |            |            |  |  |        |        |        |  |
|  | 4           | Adelaide Utd (dtr) | 1                 | Adelaide Utd      | 3 (3)           |                 |            |            |  |  |        |        |        |  |
|  | 4           | Adelaide Utd (dtr) | 1                 |                   |                 |                 |            |            |  |  |        |        |        |  |
|  | 5           | Melbourne City     | 0                 |                   |                 |                 |            |            |  |  |        |        |        |  |

## Statistiche

### Classifica marcatori
Fonte:, comprensiva delle reti realizzate nei play-off.
| Gol |  |  | Giocatore           | Squadra                  |
| --- |  |  | ------------------- | ------------------------ |
| 19  |  |  | Roy Krishna         | Wellington Phoenix       |
| 18  |  |  | Adam le Fondre      | Sydney FC                |
| 15  |  |  | Kosta Barbarouses   | Melbourne Victory        |
| 15  |  |  | Andy Keogh          | Perth Glory              |
| 15  |  |  | Ola Toivonen        | Melbourne Victory        |
| 11  |  |  | Roy O'Donovan       | Newcastle Jets           |
| 11  |  |  | Adam Taggart        | Brisbane Roar            |
| 11  |  |  | David Joel Williams | Wellington Phoenix       |
| 10  |  |  | Craig Goodwin       | Adelaide United          |
| 10  |  |  | Oriol Riera         | Western Sydney Wanderers |